# Wulffita
La wulffita és un mineral anomenat en honor del cristal·lògraf rus Gueorgui Víktorovitx Wulff, el qual va suggerir el model d'interferència de raigs X en cristalls. Està relacionada amb la parawulffita, en termes d'estructura i composició química. És un dels 4 minerals de potassi, sodi i coure, juntament amb l'euclorina, la parawulffita i la piypita.

## Característiques
La wulffita és un element químic de fórmula química K₃NaCu₄O₂(SO₄)₄. Cristal·litza en el sistema ortoròmbic. La seva duresa a l'escala de Mohs és 2,5.

## Formació i jaciments
El material tipus es va descriure formant prismes incrustats en escòria basàltica, tenorita o aftialita. S'ha descrit només a la seva localitat tipus, a Rússia.